# Ermita de la Virgen de la Pradas (San Agustín)

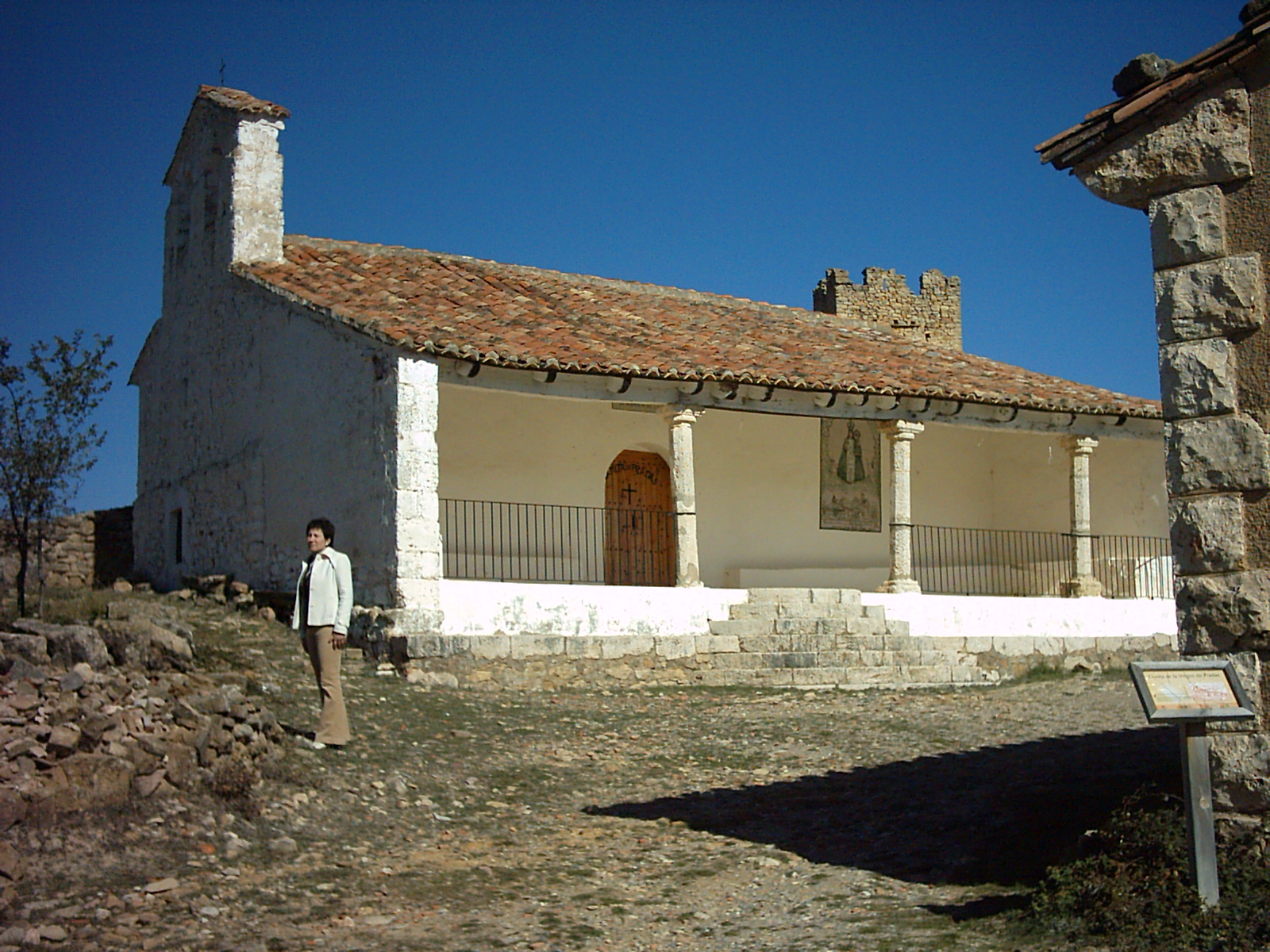
Ermita de Nuestra Señora de Pradas (San Agustín, Teruel).

La ermita de Nuestra Señora de Pradas está situada en el término de San Agustín, fue construida en el siglo XIV.
La ermita tuvo las siguientes reformas documentadas:
- Siglo XVII: se reforma la ermita y se añade el actual porche con columnas góticas procedentes del porche de la antigua iglesia del pueblo (dedicada a San Francisco).
- Siglo XIX: en el año 1866 se volvió a reformar con motivo de la donación de la ermita al pueblo por parte del Barón de Escriche.
- Siglo XX: en el año 1914 se reforzó la ermita y se construyó enfrente de ella otro porche para el resguardo de los peregrinos.
- Siglo XX: en el año 1987 se reconstruye el tejado y se restaura el artesonado.

## Estilo arquitectónico
El estilo arquitectónico de la ermita es gótico-mudéjar con tejado a dos vertientes, sobre tres arcos apuntalados. Tiene entrada lateral, bajo el porche.

## Estilo de la imagen
La primitiva imagen, quemada en 1939 a consecuencia de la guerra civil española, era gótica tardía. En 1940 se elaboró otra imagen (que actualmente está en la iglesia del pueblo), es de cartón y articulada, llamada de "vestir". 

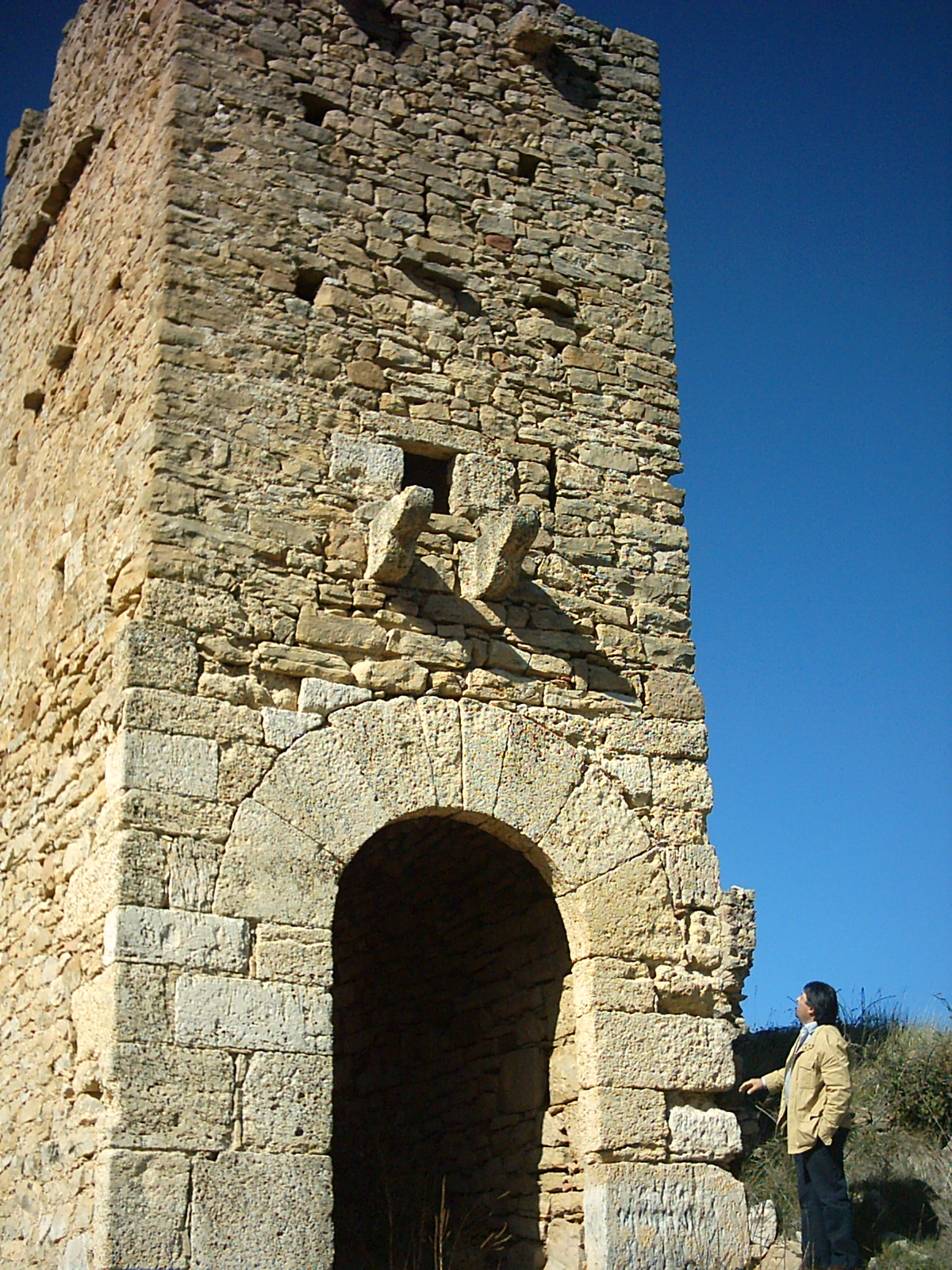
Castillo de Pradas (San Agustín, Teruel).

En 1965 se hizo la actual imagen, imitando la primitiva. Es de talla policromada, imitación del estilo gótico-francés del siglo XVI. En la mano derecha lleva una manzana, e incrustada en ella, un ramo de flores; en la mano izquierda, lleva el Niño Jesús sentado en actitud de bendecir con la mano derecha y con la bola del Mundo en la mano izquierda.
La ermita y la antigua imagen fueron donadas al pueblo de San Agustín el 1 de agosto de 1865 por el Sr. Barón de Escriche.
Tienen devoción diversos pueblos de Teruel y Castellón, destacando: San Agustín, Sarrión, Albentosa y Olba en Gúdar-Javalambre; Fuentes de Rubielos, Villanueva de Viver, Fuente de la Reina, Puebla de Arenoso, Montanejos, Cirat y Arañuel en el Alto Mijares; El Toro y Barracas, en el Alto Palancia.

## Fiestas
- En la ermita: el domingo más próximo al día 22 de mayo; ese día se imparte "caridad", un rosco de pan con especies horneado el día anterior.
- En el pueblo: el día 29 de agosto, para cuya fiesta se baja a la ermita la imagen del patrón San Agustín y se sube al pueblo en procesión la imagen de la Virgen.

## Leyenda
El pueblo de San Agustín tiene su leyenda. En la iglesia del pueblo había una imagen de Ntra. Señora de la Consolación. Con la conquista musulmana muchas imágenes fueron quemadas o destruidas. La imagen de Ntra. Señora de la Consolación fue escondida. ¿Dónde? Al cabo de muchos años, en el siglo XIV (siglo de construcción de la ermita), un labrador se encontraba trabajando los campos del paraje llamado "Pradas" debido a la existencia de muchos prados, juncares y agua. Su sorpresa fue cuando en uno de los surcos hecho por los bueyes, con la reja del arado sacó de la tierra una imagen de la virgen María, muy deteriorada. La tradición no aclara si esta imagen era la de Ntra. Señora de la Consolación tal y como narran los Gozos a la Virgen de Pradas, lo que la leyenda narra es que a aquella imagen encontrada se le construyó una ermita en la Masía de Pradas, sita en el lugar llamado "Oya Valera", junto a los campos de Pradas.
A partir de entonces se empezó a rendir culto a la Madre de Dios en Pradas, y todos los años, el día 22 de mayo se celebra la fiesta en la ermita. Actualmente se celebra el domingo más próximo al 22 de mayo, fecha en la que probablemente se encontró la imagen primitiva.
La Masía de Pradas y la ermita pertenecían al Barón de Escriche; pero el 1 de agosto de 1865 este hizo cesión al pueblo de la ermita y de la imagen. Así ha quedado reflejado en una inscripción situada en la fachada de la ermita de Pradas, encima de la puerta de entrada: "Propiedad del Sr. Barón de Escriche: esta ermita fue en lo antiguo y hasta que hizo al pueblo donación. Dios premie tan noble acción y para eterna memoria San Agustín en su historia guardará esta tradición".

## Catalogación
Se encuentra inscrita en el Inventario del Patrimonio Cultural Aragonés por lo que según la ley 3/1999 de 10 de marzo del Patrimonio Cultural Aragonés tiene la protección de Bien inventariado del patrimonio cultural aragonés.
- Datos: Q5836531